# 파키스탄 국제항공 661편 추락 사고
파키스탄 국제항공 661편 추락 사고는 2016년 12월 7일 치트랄에서 이슬라마바드로 가는 파키스탄 국제항공의 국내선 항공기인 661편(PIA Flight 661)이 하벨리안 지역 산악지대에 추락한 사고이다. 이 사고로 비행기에 타고 있던 승객과 승무원 등 47명 전원이 숨졌다. 숨진 탑승자 가운데는 중국인 1명과 오스트리아인 2명 등 외국인 3명이 포함됐으며, 나머지 희생자들은 모두 파키스탄인으로 파악되었다.